# Camponotus haroi
Camponotus haroi é uma espécie de inseto do gênero Camponotus, pertencente à família Formicidae.